# Edward Biernacki
Edward Biernacki, né le 23 juin 1947, est un footballeur polonais.

## Biographie
En 1992, Edward Biernacki créé un café des sports à Les Bordes (Indre), près d'Issoudun.
Fatigué de tenir seul, six jours sur sept, l'unique bar-tabac de la commune des Bordes, il décide de passer la main début 2014 à 67 ans. En août 2018 il fait son apparition dans le hall of fame de l’Association sportive bordoise
.

## Statistiques
Ce tableau présente les statistiques d'Edward Biernacki,,.
| Saison                | Club                  | Championnat           | Championnat | Championnat | Coupe(s) nationale(s) | Coupe(s) nationale(s) | Compétition(s) continentale(s) | Compétition(s) continentale(s) | Compétition(s) continentale(s) | Total | Total |
| Saison                | Club                  | Division              | M.          | B.          | M.                    | B.                    | Comp.                          | M.                             | B.                             | M.    | B.    |
| 1968-1969             | Ruch Chorzów          | D1                    | -           | -           | -                     | -                     | -                              | -                              | -                              | 0     | 0     |
| 1969-1970             | Gwardia Varsovie      | D1                    | -           | -           | -                     | -                     | C3                             | 4                              | 0                              | 4     | 0     |
| 1970-1971             | Gwardia Varsovie      | D1                    | -           | -           | -                     | -                     | -                              | -                              | -                              | 0     | 0     |
| 1971-1972             | Gwardia Varsovie      | D1                    | -           | -           | -                     | -                     | -                              | -                              | -                              | 0     | 0     |
| 1972-1973             | Gwardia Varsovie      | D1                    | -           | -           | -                     | -                     | -                              | -                              | -                              | 0     | 0     |
| 1973-1974             | Gwardia Varsovie      | D1                    | -           | -           | -                     | -                     | C3                             | 2                              | 0                              | 2     | 0     |
| 1974                  | LKP Motor Lublin      | D2                    | 15          | 0           | -                     | -                     | -                              | -                              | -                              | 15    | 0     |
| 1974-1975             | LB Châteauroux        | D2                    | 29          | 1           | 2                     | 0                     | -                              | -                              | -                              | 31    | 1     |
| 1975-1976             | LB Châteauroux        | D2                    | 33          | 2           | -                     | -                     | -                              | -                              | -                              | 33    | 2     |
| 1976-1977             | LB Châteauroux        | D2                    | 29          | 0           | 3                     | 0                     | -                              | -                              | -                              | 32    | 0     |
| 1977-1978             | LB Châteauroux        | D2                    | 31          | 1           | 1                     | 0                     | -                              | -                              | -                              | 32    | 1     |
| 1978-1979             | LB Châteauroux        | D2                    | 33          | 2           | 1                     | 1                     | -                              | -                              | -                              | 34    | 3     |
| 1979-1980             | LB Châteauroux        | D2                    | 31          | 2           | 1                     | 0                     | -                              | -                              | -                              | 32    | 2     |
| Total sur la carrière | Total sur la carrière | Total sur la carrière | 201         | 8           | 8                     | 1                     | -                              | 6                              | 0                              | 215   | 9     |